# 山本一太
山本 一太（やまもと いちた、1958年〈昭和33年〉1月24日 - ）は、日本の政治家。群馬県知事（公選第20・21代）、群馬県立女子大学客員教授。無所属。
内閣府特命担当大臣（沖縄及び北方対策、科学技術政策、宇宙政策）・情報通信技術担当大臣・海洋政策・領土問題担当大臣（第2次安倍内閣）、外務副大臣（福田康夫改造内閣）、外務政務次官（小渕第2次改造内閣・第1次森内閣）、参議院予算委員長、同外交防衛委員長、参議院議員（4期）、自由民主党参議院政策審議会長、同政務調査会長代理、同遊説局長などを歴任。学位はMSFS（ジョージタウン大学）。
父は農林水産大臣、参議院議員などを務めた山本富雄。祖父は群馬県草津町長を務めた山本泰太郎。義兄（姉の夫）は第72代群馬県議会議長を務めた田島雄一。

## 来歴

### 生い立ち
群馬県吾妻郡草津町出身。1976年、群馬県立渋川高等学校を卒業した。1982年に中央大学法学部政治学科を卒業した。1985年5月、ジョージタウン大学エドムンド・A・ウォルシュ外交大学院の国際政治学修士課程を修了した。大学院時代について、山本は「1983年（84年?）に米国のジョージタウン大学でマデレーン・オルブライトの指導でMSFS (Master of Science in Foreign Service) という国際政治学の修士号を取得した。2年間、毎日のように授業に通い、夜遅くまでキャンパスにある図書館で猛勉強した」と述懐している。
大学院修了後に朝日新聞社の入社試験を受けて合格し、福島支局に配属された。1986年11月に国際協力事業団に採用され、一時は国際連合開発計画に出向していた。
父である山本富雄の死去に伴って1995年の第17回参議院議員通常選挙に群馬県選挙区から立候補して初当選する。1995年の自民党総裁選挙で、小泉純一郎が立候補するために必要な推薦人集めに奔走した。小泉は立候補にこぎつけたが結果は惨敗であった。
2001年の第19回参議院議員通常選挙で再選。

### 第1次安倍政権

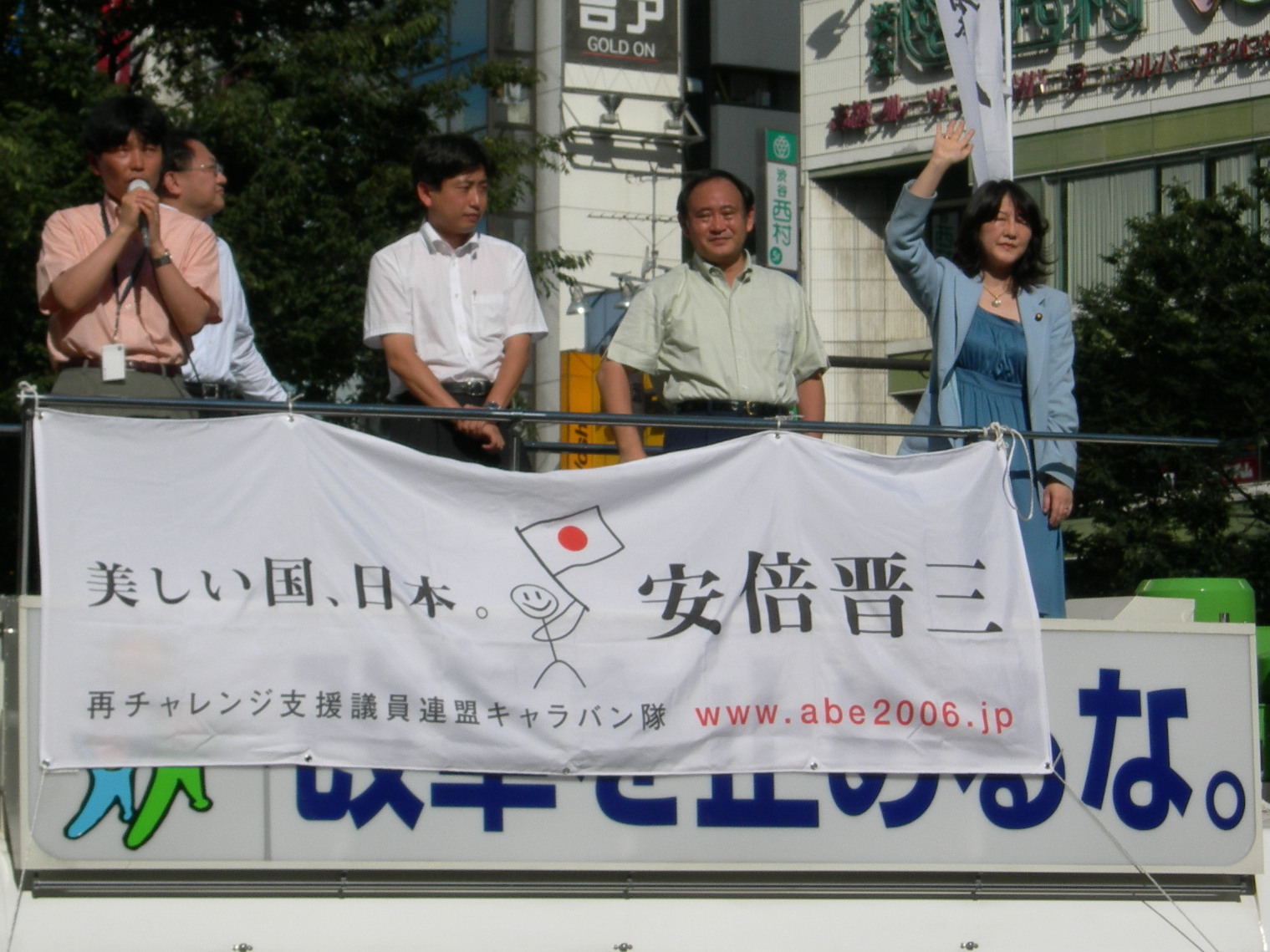
2006年6月2日、自民党総裁選挙に向けて実質的に安倍晋三を支援するための議員連盟「再チャレンジ支援議員連盟」が発足。同年9月19日、山本は菅義偉、片山さつきらと東京都渋谷区の街頭で安倍の応援演説を行った。「美しい国、日本。安倍晋三」と書かれた垂れ幕には下部に「再チャレンジ支援議員連盟キャラバン隊」と記されていた。

2006年5月24日、安倍晋三は講演で、同年9月実施予定の自民党総裁選挙への出馬の意欲をにおわせ、同日の夕刊には「安倍官房長官が周囲に立候補の決意を伝えた」と報じられた。この頃、森派の福田康夫の動向が取りざたされていたが、山本は報道直後の『報道2001』（フジテレビ）や『スーパーモーニング』（テレビ朝日）などに出演した際、同郷の福田ではなく、安倍を支持すると明言した。福田が不出馬を表明した7月21日、安倍の著書『美しい国へ』が刊行される。同年8月、山本も総裁選に向け、『なぜいま安倍晋三なのか』（リヨン社）を出版した。安倍は9月29日の総裁選で当選し、9月26日に内閣総理大臣に就任した。
2007年7月の第21回参議院議員通常選挙で3選。群馬選挙区は民主党議員の朝鮮総連関連の不祥事もあり結果的に自民落選ドミノの難を逃れた格好となった。

### 福田政権
2008年8月発足の福田康夫改造内閣で外務副大臣に就任。直後の8月26日にアフガニスタンで起きた邦人の拘束・殺害事件の対策本部長となった。
その後、福田の総理総裁辞任を受け、9月5日、自民党総裁選へ立候補を表明し、外務副大臣の辞任を表明する。1972年に自民党総裁選で推薦制が導入されて以来、参議院議員の自民党総裁選立候補表明は初である。河野太郎ら、プロジェクト日本復活のメンバー6人に支持されたが、出馬に必要な20人の推薦人集めが難航し、棚橋泰文との一本化も決裂したために3日後の9月8日に出馬を断念した。

### 谷垣体制
2010年4月に所属していた町村派を退会し、8月11日に行われた党参議院議員会長選挙で中曽根弘文の推薦人に名を連ねて当選させ、その後の参院自民党の人事で山本が参院政審会長に起用された。参院政審会長として、自民党役員会の正式メンバー昇格、執行部の一員としての総務会出席、本部政調会長代理との兼任、を党務における3つの目標に掲げ、9月に発足した幹事長の石原伸晃、総務会長の小池百合子、政調会長の石破茂ら新党三役が自身の主張を取り入れたことで3つの目標が実現したと述べている。
2011年10月6日、自民党参議院政策審議会長を退任。2012年8月、衆議院群馬2区への転出要請があるも、結局転出しなかった。2012年9月8日、桐生市で自民党群馬県連の党員・党友大会が開かれ、山本は同党群馬2区支部長に就任していた井野俊郎伊勢崎市議と共に出席し、井野の初当選のために協力することを表明した。

### 第2次安倍政権

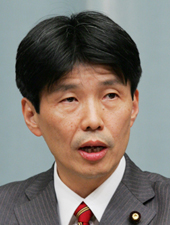
2012年12月26日、入閣時の記者会見にて

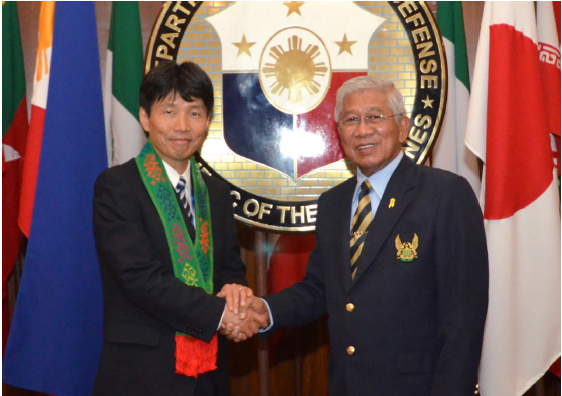
2013年9月5日、フィリピン国防大臣ヴォルテル・ガズミン（右）と

2012年12月26日に発足した第2次安倍内閣で初入閣し、内閣府特命担当大臣として沖縄及び北方対策、科学技術政策、宇宙政策の3ポストを担当することとなった。また、国務大臣の所管事項として、「情報通信技術（IT）による産業・社会構造の変革を円滑に推進するため企画立案及び行政各部の所管する事務の調整」と「海洋及び領土問題に関する施策を集中的かつ総合的に推進するため企画立案及び行政各部の所管する事務の調整」もそれぞれ担当することとなった。2013年7月21日の第23回参議院議員通常選挙では、次点候補に40万票以上の差をつけ4選。2014年9月の内閣改造により退任。
その後、安倍晋三に「総裁ネット戦略アドバイザー」の創設を要望し、また自薦した結果、2014年10月29日、自由民主党の総裁ネット戦略アドバイザーに任命された。
2015年12月15日、自由民主党の総裁ネット戦略アドバイザー・政調担当に任命された。
2016年9月26日、参議院予算委員長に就任。
2016年9月5日、自由民主党群馬県支部連合会（群馬県連）の会長選挙への立候補を届け出た。立候補の届け出は山本のみであったため、山本の無投票当選が決まった。中曽根弘文県連会長の任期が9月30日までのため、新会長の山本の任期は10月1日からとなった。
2017年9月28日、参議院予算委員長を離任。

### 2019年群馬県知事選挙
2018年12月5日、2019年実施予定の群馬県知事選挙への立候補を表明した。山本は現職の大澤正明知事が進退を表明するまで県連会長に留まる意向を示した。山本の立候補表明を受けて、県連は2019年1月8日、山本の県連会長職の業務を代行するために県連会長代行の役職を新たに設置し、山本の指名に基づいて笹川博義が同日に会長代行に就任した。
2019年1月9日、自民党本部は山本の参院選公認辞退を了承した。群馬県連は山本の後継となる参院選群馬県選挙区の公認候補者を1月10日から16日まで公募し、16日の締め切り日までに12人が公募に応募した。県連は同月26日の最終選考で清水真人群馬県議を山本の後継候補に選出した。
2019年2月6日、大沢正明知事が次期知事選への不出馬を表明。山本は大澤の不出馬表明のあとの同日中に、県連会長の辞任願を笹川会長代行に提出した。県連は2月12日に辞任願を受理した。山本の後任となる県連の会長には、同年4月9日に小渕優子が就任した。
同年5月27日、自民県連は党本部に山本の知事選推薦を申請することを決定した。党本部は5月30日に山本の推薦を決定した。6月27日には公明党本部が推薦を決定した。
2019年7月4日に、群馬県知事選挙の告示に伴い立候補を届け出て、公職選挙法の規定により参議院議員を退職（自動失職）する。7月21日の知事選挙で、対立候補の日本共産党推薦の石田清人が18万5959票、山本は57万6935票の得票で当選した。

### 2023年群馬県知事選挙
2022年7月25日、再選を目指して2023年7月の知事選挙ヘの立候補を表明。同年9月20日、県市長会と県町村会の会長から県庁で推薦状を手渡された。自民党本部は同年11月9日付で山本の推薦を決定し、同月28日に自民党総裁の岸田文雄から推薦証が交付された。公明党本部は2023年2月2日、山本の推薦を決定した。日本維新の会群馬県総支部（群馬維新の会）は同年7月4日、知事選を自主投票とすることを決定し、同党の県内地方議員団は同日、山本を「支持」することを決定した。連合群馬は同年5月16日、執行委員会で山本への「支持」を決定。5月31日には県庁で連合群馬と政策協定を結んだ。県内の40以上の業界団体も山本に推薦を出した。同年7月6日の出陣式には業界団体や連合群馬の幹部らが出席した。
2023年7月23日に投開票が行われ、山本が日本共産党推薦の石田清人ら2人を破り再選を果たした。

## 政策・実績

### 国会議員在任時
外交・安全保障
既に当選4回ながら、外交・安全保障分野の「若手」論客を自称している。2012年の第2次安倍内閣にて沖縄担当大臣として初入閣した。
政局
改革派の若手議員と称しベテラン議員や派閥批判を行うが、政局（特に自民党総裁選挙）においては町村派（旧三塚派・旧森派）のために働くことで一貫しており、小泉純一郎・安倍晋三・福田康夫など、同じ派閥に所属する人物を自民党総裁にするため奔走した。かつて除名勧告を受けるも派閥を辞めることはまったくないと宣言している。
産業・経済
経済政策では「上げ潮派」に属し、財政再建は消費税率の上昇による増収ではなく、経済成長による増収によって行うべきとの立場。
内政
選択的夫婦別姓制度に賛同する。「自分と妻は別姓ではないが、選択する自由はあるべき」と述べている。

### 群馬県知事在任時代
トップセールス
知事就任以降、首相だった当時の安倍晋三や菅義偉両氏に6回、デジタル相などを歴任する河野太郎を9回、経済再生担当相などを務めた西村康稔を8回など、閣僚を69回、民間企業や大使館など73回訪問。閣僚訪問のうち、30回は新型コロナウイルス関連の要望活動だった。成果としては、全国に先駆けた県営大規模ワクチン接種センター開設、G7デジタル・技術大臣会合誘致、企業誘致などが挙げられる。
群馬県として初めて、G7会合の誘致に立候補し、2022年9月にデジタル・技術大臣会合の開催が決定。高崎市内のGメッセ群馬で会合を行い、伊香保温泉に宿泊する運営となり、群馬の自然や温泉、農畜産物のPRにつなげた。会合終了後、山本は「G7各国からおもてなしに高い評価をいただき、群馬の魅力を十分に印象づけることができた」とコメント。
規制改革
救急車の高速道路利用完全無料化を河野太郎行政・規制改革担当相に要請し、実現させた。救急車は緊急搬送時の高速道路利用は以前から無料だったが、搬送終了後、消防本部に戻る際は、高速道路会社と各消防本部との間の取り決めによって異なり、料金徴収の有無の対応が統一されていなかった。河野は「救急車が往復高速道路を使って速やかに出動して戻ることができれば、人命救助にも資することになる」と意義を強調した。
飼育豚への豚熱（CSF）ワクチン接種を促進するため、国に指針の改正を働きかけ、県職員である家畜防疫員に限定されていたワクチン接種を、全国で初めて、知事が認定する民間獣医師も可能とする制度を2021年6月に導入した。これによりワクチンの打ち手不足を解消し、適切な時期にワクチン接種できるようになるほか、県の家畜保健衛生所の負担が減ることで各養豚場への衛生管理指導強化も期待できる。
財政改革
今後数年間の税収や歳出規模などを見積もった中期財政見通しについて、2018年時点で公表していないのは、群馬県を含めて7都府県だったが、山本が知事就任直後の2019年10月に初めて作成し公表した。2020年度以降は基金が枯渇するという内容について山本は「このままでは大規模な災害が起きたときに対応しきれない。基金や借金に頼らない財政運営を目指す必要がある」と発言。
職員の給与カットは行わず、事業見直しや、新規事業に国の財源を活用するなどして財政健全化を進め、2023年度当初予算において、県債残高を2年連続で減少させた。また、（県の貯金にあたる）財政調整基金の残高を219億円とし、かつては、ほぼ全額取り崩していたものを大きく増やした。決算時の基金残高の割合では、全国ワースト5位から、8位、19位と上昇させている。山本は「弱い立場の方を支援するためにはリソース（資源）が必要」と述べ、さらに財政再建を進めていく考えを示した。
医療・福祉
こども医療費について、群馬県では2006年から中学生まで無料としているところ、2023年10月1日から高校生世代にまで拡大する。自己負担なし、窓口負担なし、所得制限なしという条件で、全県で実施するのは群馬県が初めてとなる見込み。
2019年時点で人口あたり臨床研修医採用人数が全国最下位レベルだったため、病院の紹介動画を作ったり、病院見学のための交通費を助成するなどのドクターズカムホームプロジェクトを開始。80～90人で推移していた内定者数を、2020年から3年連続100人以上としている。
群馬県立小児医療センターについて、建築から40年以上が過ぎるなどの建物の老朽化や、患者が成人になった際や出産前後の母親の合併症が生じた場合に十分に医療が提供できない課題があった。2020年10月に設置した有識者会議での議論を踏まえて、移転も視野に建替による再整備に向けて基本計画の策定を進めることにした。
2013年に国が待機児童解消加速化プランを策定以降、全国各地に保育士・保育所支援センターが設置されたが、群馬県を含めた3県には専門の支援センターが未設置だった。山本が保育団体から設置の要望を受け、2023年5月に開設した。障害者芸術活動支援センターについても、2018年の障害者文化芸術活動推進法成立以降、全国各地に設置が進む中、群馬県含めて5道県には単独のセンターがなかったが、2023年4月に開設。一方、パラアスリート支援ワンストップセンターについては2023年4月、三重県に次ぎ全国2番目の開設となった。
教育
新型コロナウイルスの感染対策と、1人1台パソコンなどの端末を配備する国のGIGAスクール構想を背景に、2021年度から小中学校全学年で、国の基準を上回る35人以下学級を導入した（小1、2では30人以下学級）。2021年度時点で、小中学校全学年で国の基準を上回る少人数学級を実施しているのは11府県、うち1学級下限人数などの条件を付けずに実施しているのは群馬県と鳥取県のみである。国の35人以下学級導入計画は、小学校に限り、2021年度の小2を皮切りに、2025年度までに順次、35人以下学級を拡大するというもので、中学校は従前どおり40人以下学級のままである。なお、全国的に問題となっている教師不足については、2021年度に文部科学省が調査を行っており、小学校では群馬県を含めて6都県が不足人数0人、中学校では8都県が不足人数0人のところ群馬県は1人となっており、必要な人数が配置されていると言える。
山本の知事就任前、県内公立小中高の教育用パソコン整備は遅れており、国の2018年度調査で児童生徒5.9人に1台、全国39位と低迷していた。特に大半が県立である公立高校については、2018年度は42位、2019年度は46位であった。このような中、コロナ禍の学習環境を整備するため、県立学校で必要となるすべてのパソコンを１年で整備する費用として補正予算で20億円を確保し、2020年度では公立高校で1人1台の環境を整えた6県のうちの1つとなった。市町村にも個別に働きかけ、2021年度中に公立小中学校でも1人1台環境が整えられた。なお、国は2022年度の高校入学生から情報科が必修となるため早急に1人1台環境を整備するよう求めているが、2022年度末時点で、22都道府県においては、1人1台環境の整備が完了していない。
経済協力開発機構（OECD）が実施している、人間関係の構築に必要なコミュニケーション力や、感情を抑制する力といった「社会情動的スキル」を調べる国際調査に、群馬県が日本から唯一参加している。2022年9月から高校1年生と校長、教諭を対象に、広い視野、他者との交流、他者との協働、作業の能力、情動の抑制の5つの項目を調査する。山本は「学力や偏差値以外で子供を評価する方法はないか、考えてきた。得られた情報や知見、ノウハウを教育政策に生かしていきたい」と述べている。
2022年度、芸人が講師を務め、笑いと時事問題を融合した出前授業を、県内高校60校1万2千人の生徒を対象に実施。2022年参院選では、10代投票率が前回参院選に比べて9ポイント近くアップした。
県内在住または在学の小学生から高校生を対象としたデジタル創作拠点tsukurun（ツクルン）を、2022年3月、JR前橋駅前の商業ビル「アクエル前橋」の2階に開所。最新のデジタル機器と技術に触れ、自由に創作に挑戦できる場として、デジタル人材の育成につなげるのが狙い。また、この取組により、2022年12月、国内最大のXR／メタバース開発者・クリエイター向けイベントであるXR Kaigiにおいて、自治体として初めて優秀賞を受賞している。
危機管理・防災減災
県庁７階に、大規模災害やテロ発生時に県や警察、消防、自衛隊、災害派遣医療チーム（DMAT）、ライフライン事業者など関係機関が集まるオペレーションルームを2021年10月に新設し、電子指揮台を設置するなどした。以前は常設施設がなく、普段は一般開放されている県庁1階の県民ホールを活用する方針だったが、機材の搬入に時間がかかるなど問題があった。なお、群馬県の周辺10都県は、2019年度以前から常設施設を保有していた。
登録者が75万人となっているLINEの公式アカウント「群馬県デジタル窓口」を活用し、地域のハザードマップや避難所を確認する、ぐんま大雨時デジタル避難訓練を2022年6月に実施。訓練参加が8万回に達した。
2022年8月に山本が加藤勝信厚労相に働きかけるなどして、2023年5月、首都直下型地震の際に患者を搬送する拠点として、大型ヘリポートを有する前橋赤十字病院が選定された。すでに、空港や自衛隊駐屯地などを中心に選定されているが、病院が選定されるのは全国初。これにより災害発生時は被災地からヘリで搬送されてくる患者を受け入れ、県内16か所の災害拠点病院と連携して治療にあたる。群馬県が被災した場合は、県外への患者搬送の拠点として想定している。
2019年10月の台風19号の被害を踏まえ、大澤正明前知事時代に策定された計画期間2018年度～2027年度の県土整備プランを2020年度に改定。以前の道路整備を軸とする内容から、防災・減災対策の加速に切り替え、堤防かさ上げや河川の堆積土除去など水害対策のほか、インターネットなどを通じて河川監視カメラの情報を伝えるなどのソフト対策も盛り込んだ。
また、地元が25年以上にわたって要望を続けてきた、群馬県千代田町と埼玉県熊谷市をつなぐ利根川新橋について、2023年5月、整備に着手する方針を示した。山本は、周辺の渋滞緩和や災害時の広域避難に役立つ、としている。
農業
知事自らがチームリーダーとなり、県産農畜産物のおいしさと健康に関わる成分の分析や、その特徴と魅力を情報発信し、生産と消費の拡大につなげる「G-アナライズ＆PRチーム」を設置。イチゴのやよいひめ、豚肉、トウモロコシ、上州地鶏、リンゴ、梅、サーモンのギンヒカリ、ブルーベリーの分析結果を発表している。第1弾、イチゴのやよいひめでは、栃木県のとちおとめや福岡県のあまおうに比べ甘味が強く、粒も大きかったとPRしている。
2023年度の重点施策として有機農業推進を掲げ、人材育成や生産・流通体制の強化などに取り組む。有機JAS認証取得のための研修費助成や指導員の育成、有機農業者と企業のマッチング支援、学校給食への利用のほか、県立農林大学校に有機農業コースを設ける。
オンラインECサイトのライブ番組に山本自身が出演し、上州地鶏や下仁田ネギ、県育成リンゴ品種ぐんま名月のジュースなどを実演販売した。
産業振興
起業家や事業者、地域づくりに挑戦する人たちが集う官民共創スペースNETSUGEN（ネツゲン）を、2021年1月、県庁32階に開所。コーディネーターによる事業相談や起業家と事業者らの交流イベント開催など、運営業務は監査法人トーマツに委託している。
群馬県が東京に近いため、日帰り観光が多く観光消費額が少ないという課題があり、温泉や自然、農畜産物の魅力を生かした長期滞在型のリトリートを推進している。山本は「忙しい日常から離れ、長引くコロナ禍で疲れた身体と体をリセットするリトリートの聖地にしたい」と意気込む。
2023年6月、コンサルティング大手のアクセンチュアが群馬県庁30階に拠点を開設。ITサービスの開発や顧客企業への提供などのほか、県職員や県内企業を対象にデジタル活用のための研修やワークショップなども実施する予定としている。民間企業が都道府県の庁舎に入居するのは全国初。
新型コロナウイルス感染拡大で影響を受けた中小企業向け制度融資を2020年度、3800億円の枠で実施。うち2800億円は、3年間無利子とする国制度に県が4年間を上乗せして、最長7年間を実質無利子とした。
再生可能エネルギー
県営水力発電所の電力について、県が電力供給先の選定を行い、卸価格も決定する地産地消型PPA（電力購入契約）を開始。供給先選定にあたっては、環境活動や地域貢献などを審査し、決定する。県と供給先の間に入る小売電気事業者は、後日、価格競争で選ぶ。
ヤマト運輸、KDDIグループそれぞれと、脱炭素化や再生可能エネルギー導入拡大に向けた連携協定を締結（どちらも2023年6月）。日照時間が全国で４番目に長いことも評価された。ヤマト運輸は約350億円を集配車約850台の電気自動車への転換や太陽光発電設備導入などに投資、KDDIグループは中長期的に環境関連に投資する数千億円のうち、群馬県内での再エネ導入や次世代型太陽電池の実証などを優先する。
デジタル化
県庁32階展望ホールの一角に、動画放送スタジオtsulunos（ツルノス）を2020年4月に設置。床面積は約60平方メートル。撮影・制作された動画は、YouTubeチャンネルtsulunos～群馬県公式～で公開されている。基本的に、県職員自身が動画の撮影や編集に携わることにしており、開設から3年間で約3千本の動画（１週間あたり約20本のペース）を公開している。スタジオ開設時期がコロナ禍初期と重なり、学校休校に対応したオンラインサポート授業動画を200本以上配信したり、市町村や外部関係者向け会議を説明動画の配信に代えるなど、稼働直後から真価を発揮した。
悪質投稿に苦しむ被害者支援に加え、加害者を生まないよう社会全体でリテラシー（情報判断力）向上を図るため、全国に先駆けて「インターネット上の誹謗中傷等の被害者支援等に関する条例」を2020年12月に制定。
2020年4月にｅスポーツ・新コンテンツ創出課を設置。U19ｅスポーツ選手権や全日本ｅスポーツ実況王決定戦などの大会開催のほか、ｅスポーツを活用した就職氷河期世代向け就職支援や障害者支援、高齢者の健康長寿対策、依存症対策にも取り組む。
日本DX大賞2023では、DXのための人材育成や組織変革の取組として、職員が主役、DIY、利用者視点をモットーとした県庁の取組が評価され、人と組織部門で大賞を受賞した。審査員講評では「圧倒的に文句なしの1位」と絶賛された。また、大雨時デジタル避難訓練の取組も、行政機関・公的機関部門で優秀賞に選ばれている。
交通対策
民間調査によると、通学時の自転車事故件数は、群馬県の高校生が8年連続ワースト1位、中学生も2年連続ワースト1位となっている。県では、2021年3月に交通安全条例を改正し、自転車に乗る際のヘルメット着用を努力義務化、自転車保険の加入義務化した。また、2023年5月、過去3年間に3件以上の自転車事故が発生した場所に「左折自転車注意」「自転車事故多発」など、自動車ドライバーに向けた注意喚起の看板を設置した。
2023年3月、前橋市と連携し、次世代移動サービスMaaSを開始。これにより自家用車への過度な依存から脱却し、公共交通機関の利用を促進する。2025年度に県内全域での本格導入を目指している。
新型コロナウイルス対策
2021年5月24日、自衛隊による東京・大阪のワクチン大規模接種センターと開始日を合わせて、本来、接種を担う市町村とは別に、群馬県独自に東毛ワクチン接種センターを開設した（同日、宮城県、愛知県も独自に開設）。6月18日には、高崎市にある県有施設Gメッセ群馬に国内最大規模の県央ワクチン接種センターを開設した。3回目接種の目途が立った翌年6月25日まで県営ワクチン接種センターを運営し、総接種回数は103万回となった。官邸公表データによれば、群馬県民の3回目までの接種回数は460万回であるため、約22％を県営センターで接種したことになる。
2021年10月25日からの全国的な行動制限の緩和に向けて、LINEを使った「ぐんまワクチン手帳」を同年10月18日に運用開始、11月10日時点で24万人超が登録した。同年11月1日からサービスを開始した東京都では、利用者から提出された接種済証などの写真を人力で確認するため事業費は10億円に上ったが、群馬県では、入力された接種券番号と生年月日を接種記録データベースと自動照合するため構築費用は670万円に抑えた。山本は「県職員の創意工夫により低コストでシステムをつくった。ワイズスペンディング（賢い支出）のモデルになる」と発言している。
マスク地産地消推進プロジェクトとして、全国で初めて、県内で生産されたマスクを県民に販売するシステムを2020年8月5日に開始。
女性活躍
県庁の部長級13人のうち、2023年7月時点で女性が46％の6人、全都道府県で唯一の4割台となっている。山本は部長級の女性比率の高さを「日本のフィンランド」と呼んでいる。山本の知事就任時、2019年には女性の部長級は1人だった。
外出先でのトイレットペーパーと同様に無料の生理用品を使えるようにしようと、2021年5月以降、順次、すべての県立学校や県有施設で、生理用ナプキンを提供することとした。公共施設に生理用品を常備する取組は都道府県として全国初。
文化・芸術
2020年度から自治体初の本格アニメ放送など、ぐんまちゃんのブランド化に着手。2022年度までの3年で9億円近くの予算を組んだ。アニメ第1弾は、「クレヨンしんちゃん」初代監督を務めた本郷みつるが監督・脚本を務め、2021年10～12月に関東や関西の地方独立局8局で放送（約20の動画配信サービスでも流されている）。「ぐんまパワー」がガジェット通信のアニメ流行語大賞候補になるなど話題を集め、2021年4月からNHK前橋放送局でも再放送された。県では、アニメ事業の広告換算額を2億400万円と見込み、関連商品の売上高なども考慮すると、第1弾制作費2億5千万円に見合う経済効果を生み出せているとしている。続編となるシーズン2は、2023年4月から、全国放送となるBSフジのほか、地方局の群馬テレビ、TOKYO MXで放送された。
また、県民アンケートによりデザインを選定した、ぐんまちゃんと山と温泉などを描き込んだ群馬県版の図柄入りナンバープレートを作成。2023年10月頃から交付を始める。
全国で初めて、アートへの安定的な財源供給を定める条例として「群馬パーセントフォーアート」推進条例を2023年3月に制定した。1パーセント・フォー・アートという公共建築物の建設費の１％を建築に付随するアート作品に使う欧米の動きをモデルとしている。山本は、群馬県中之条町で開催されている芸術祭「中之条ビエンナーレ」が地域活性化につながっていることを例に挙げ、「こうした好循環を県内各地で生み出していきたい」と述べている。
温泉文化のユネスコ無形文化遺産登録を目指し、自民、公明の国会議員に働きかけ、2022年11月の「温泉文化」ユネスコ無形文化遺産登録推進議員連盟の発足につなげたほか、応援する知事の会の発足にあたって山本は事務局長に就任した。2023年6月には、政府の骨太の方針に「温泉」「旅館」が観光、文化資源として盛り込まれ、山本は「骨太の方針」への記載は登録実現への「重要なステップ」として歓迎するコメントを出している。
記者会見
知事就任以来、メディア露出に力を入れ、すべての記者会見をYouTubeでライブ配信している。週1回の定例会見に加え、新型コロナ対応などの臨時会見も頻繁に開いている。ちなみに、大澤正明前知事は平均すると月1回程度だった。また、2020年3月12日の新型コロナに関する臨時記者会見から手話通訳を付けているほか、現在では、難聴者や中途失聴者向けに、要約筆記者が要点をまとめる文字放送をライブ配信している。なお、要約筆記はその場で完結する通訳行為であるため、文字放送のアーカイブ配信は行っていない。後で会見内容を確認したい場合は、後日掲載される記者会見録のテキストを確認する形となる。

## 活動
- 2021年3月21日、館林市長選が告示され、元自民党県議同士の保守分裂選挙となった[148]。現職市長須藤和臣は山本一太の館林市の後援会長であり[149]、県知事である山本は須藤の全面支援を行った[150]。さらに連合群馬は現職須藤を推薦した[148]。新人の多田善洋は館林市議会最大会派の9名中７名から支援を受けた[151][注 5]。同月28日の投開票の結果、現職須藤は新人多田に敗れ落選した[152]。

## エピソード
- 2021年6月8日、自民・リベラル群馬・令明・公明の県議会4会派の代表と議会の議長・副議長で構成される県議会代表者会議が県議会との協調を重視することを求める要望書を山本知事に提出した[153]。山本が議会で審議中だった事項を会見で決定事項であるかのように発表したことが提出理由であった[153]。

## 批判
ツイッター社が2013年の参議院議員通常選挙に際して立ち上げた「政党と話そう」という企画の第一弾においてハッシュタグ「#自民党に質問」をつけて質問を投稿すると、山本がネット生中継でそれらの疑問に答えるという選挙活動を行った。それに対して、ニュースサイトのLITERAが「質問をほぼ完全に無視し、自民党の宣伝に終始した」との記事を掲載した。
これに対し山本は6月24日早朝「予想したとおり、視聴者からのツイートは辛辣なものが多かったらしい。参院選挙中であることを考えれば当然だろう。ここぞとばかり、アンチ安倍の人たちが、ワッと攻撃を仕掛けて来るのは目に見えていたが、自分以外だったら、もっとひどかったに違いない（笑）とにもかくにも、反響が大きかったのは良かったと思う。伝わるひとには、伝わっているはずだ。」と自身のブログでコメントしている。
以前平和安全法制が取り沙汰されていた時期には山本は同法制に賛成しており、同法制に反対していた漫画家の小林よしのりらと沖縄県で制作された朝まで生テレビ!で対談を行った。その時山本は写メールを撮っており「アウェー感が半端ではない（笑）」と自身のTwitterに投稿。その事について小林は山本が以前沖縄振興担当大臣を務めていた事に触れ、元沖縄振興担当大臣が沖縄を訪問して沖縄について討論する番組に出演する事が、なぜ「アウェー」になるのかと疑問を呈し、また国会議員である山本が国民を敵・味方に分けて考えているとして山本を「ネトウヨ体質」と批判した。そして山本本人については「昔はとてもいい奴だった」が、現在は「とことん堕落した」という趣旨の批判的評価を行い、以前イラク戦争を支持した上でその誤りを認めず、日米同盟の強化に邁進する自身の良心が痛むのだろうと分析している。

## 人物

### 交友
安倍晋三
2012年5月、「安倍元首相には、一日も早く、今の派閥（清和政策研究会）を抜け、独自のグループを立ち上げて欲しい」と安倍晋三に呼びかけた。
世耕弘成
安倍内閣の広報担当総理補佐官として官邸入りした世耕弘成をYS懇談（山本と世耕のイニシャルから）と称して頻繁に訪ねた。山本は自身のブログの中で「ほぼ毎日、首相官邸に足を運ぶ。たとえ10分でも、『YS懇』をやらねばならない。（これは2人の約束だ）」と述べている。
河野太郎
河野太郎とはジョージタウン大学の先輩後輩の関係であり、本人は親友だと主張しているが、河野は一切のコメントを避けている。2009年自由民主党総裁選挙では河野の推薦人となった。
　河野が行政改革相となり、内閣府のほか、愛知県や高知県といった地方自治体の職員による直轄チームを発足させた際には、『ええ？！そもそも、地方から河野大臣のチームに職員を派遣するアイデアは、群馬県が提案したものだ。にもかかわらず、３県に先を越されてしまうなんて…。とても残念だ。』と自らのブログにコメントしている。

### その他
- 大学時代にロックバンドを組んでいた[156]。
- シンガーソング・ライターとして、これまでに6枚のCDを発表している。6枚目のラップ『かいかくの詩』は 東芝EMIから発売された[己 11]。

## 親族・縁戚
父は農林水産大臣や自由民主党の参議院幹事長等を歴任し、福田赳夫の側近であった山本富雄。父方の祖父は元群馬県草津町長の山本泰太郎。
長姉の夫は群馬県議会議員の田島雄一（1949年1月13日 - 2014年3月19日）。田島の父・由雄（1917年 - 1975年）も群馬県議を一期務めている。
元妻は国際連合世界食糧計画（WFP）で日本事務所代表などを務めた玉村美保子。山本は玉村美保子と2021年7月に離婚したことを翌年7月の後援会会合で明らかにした。
内村鑑三は、母方の曾祖母・かくの従兄弟（高祖母・くまの姉・ヤソと内村宜之の長男）である。

## 略歴
- 1958年1月24日 - 出生。
- 1976年3月 - 群馬県立渋川高等学校卒業。
- 1982年3月25日 - 中央大学法学部政治学科卒業。
- 1985年
  - 5月26日 - 米国ジョージタウン大学大学院国際政治学修士課程修了。
  - 12月 - 朝日新聞社入社。福島支局に配属。
- 1986年
  - 1月 - 朝日新聞社退社。
  - 11月1日 - 国際協力事業団 (JICA) 勤務。
- 1991年10月15日 - 出向。ニューヨークで国際連合開発計画本部勤務。
- 1994年10月15日 - JICAへ復帰。
- 1995年
  - 1月31日 - JICA退職。
  - 2月1日 - 父の山本富雄 参議院自民党幹事長の秘書となる。
  - 7月23日 - 第17回参議院議員通常選挙（群馬県選挙区・自由民主党公認）初当選。
- 1999年10月5日 - 外務政務次官就任（小渕第2次改造内閣・第1次森内閣）。
- 2001年7月29日 - 第19回参議院議員通常選挙（群馬県選挙区・自民党公認）2期目当選。
- 2003年 - 参議院外交防衛委員長就任。
- 2006年
  - 党内役職の他に、自由民主党拉致対策本部・対北朝鮮経済制裁シミュレーションチーム座長及び国連改革議員連盟幹事長を務めている。
  - 4月 - 中央大学大学院公共政策研究科客員教授。
  - 10月 - 舛添要一参議院政策審議会長の下、政策審議会副会長に就任。
- 2007年7月29日 - 第21回参議院議員通常選挙（群馬県選挙区・自由民主党公認）3期目当選。
- 2008年
  - 8月5日 - 福田康夫改造内閣発足に伴い外務副大臣に就任。
  - 9月5日 - 自民党総裁選への出馬の意向を示し外務副大臣を辞任、閣議にて了承される。その後一転、9月8日になり出馬を断念。
- 2010年
  - 4月15日 - 町村派からの離脱を申し出て受理された[160]。
  - 9月‐役員改選では参議院政策審議会長に就任。
- 2011年10月‐役員改選では参議院政策審議会長を退任。
- 2012年12月26日 - 第2次安倍内閣において、内閣府特命担当大臣（沖縄及び北方対策、科学技術政策、宇宙政策）に就任。
- 2013年7月21日 - 第23回参議院議員通常選挙（群馬県選挙区・自由民主党公認）4期目当選。
- 2014年9月 ‐ 内閣改造により内閣府特命担当大臣を退任。
- 2014年10月29日 - 自由民主党の総裁ネット戦略アドバイザーに就任。
- 2016年
  - 9月26日 - 参議院予算委員長に就任。
  - 10月1日 - 自民党群馬県連会長に就任。
- 2019年
  - 2月12日 - 自民党群馬県連会長を退任。
  - 7月21日 - 群馬県知事選挙で当選。
  - 7月28日 - 群馬県知事に就任。
- 2023年7月23日 - 群馬県知事選挙で再選。

## 選挙歴
| 当落 | 選挙                     | 執行日         | 年齢 | 選挙区       | 政党       | 得票数     | 得票率 | 定数 | 得票順位 /候補者数 | 政党内比例順位 /政党当選者数 |
| ---- | ------------------------ | -------------- | ---- | ------------ | ---------- | ---------- | ------ | ---- | ------------------ | ---------------------------- |
| 当   | 第17回参議院議員通常選挙 | 1995年07月23日 | 37   | 群馬県選挙区 | 自由民主党 | 34万8439票 | 44.23% | 2    | 1/4                | /                            |
| 当   | 第19回参議院議員通常選挙 | 2001年07月29日 | 43   | 群馬県選挙区 | 自由民主党 | 36万2947票 | 40.35% | 2    | 1/5                | /                            |
| 当   | 第21回参議院議員通常選挙 | 2007年07月29日 | 49   | 群馬県選挙区 | 自由民主党 | 53万114票  | 61.97% | 1    | 1/3                | /                            |
| 当   | 第23回参議院議員通常選挙 | 2013年07月21日 | 55   | 群馬県選挙区 | 自由民主党 | 58万144票  | 71.89% | 1    | 1/4                | /                            |
| 当   | 2019年群馬県知事選挙     | 2019年7月21日  | 61   | ――           | 無所属     | 57万6935票 | 75.62% | 1    | 1/2                | /                            |
| 当   | 2023年群馬県知事選挙     | 2023年7月23日  | 65   | ――           | 無所属     | 36万3559票 | 79.16% | 1    | 1/3                | /                            |

から

## 著書
- 『私が総理になったなら-若き日本のリーダーたち- 』角川書店、2002年11月
- 『なぜいま安倍晋三なのか』 リヨン社、2006年8月、ISBN 978-4576060835

## 論文
- CiNii収録論文（No.1を除く） 国立情報学研究所

## 音楽活動
- 「Simple Message」1997年
- 「素顔のエンジェル」1997年
- 「見せかけのデモクラシー」1998年11月21日
- 「一衣帯水」1999年
- 「世界がどんなに変わっても」2000年
- 「かいかくの詩」2003年
- 「チャレンジャーにささげる詩」（作曲：西井慶太、作詞：山本一太）2006年
  - 自民党総裁選出に際し安倍晋三を応援する歌。